# Municipio de Godfrey (Illinois)
El municipio de Godfrey (en inglés: Godfrey Township) es un municipio ubicado en el condado de Madison en el estado estadounidense de Illinois. En el año 2010 tenía una población de 17982 habitantes y una densidad poblacional de 189,5 personas por km².

## Geografía
El municipio de Godfrey se encuentra ubicado en las coordenadas 38°57′10″N 90°13′21″O / 38.95278, -90.22250. Según la Oficina del Censo de los Estados Unidos, el municipio tiene una superficie total de 94.89 km², de la cual 89.71 km² corresponden a tierra firme y (5.45%) 5.17 km² es agua.

## Demografía
Según el censo de 2010, había 17982 personas residiendo en el municipio de Godfrey. La densidad de población era de 189,5 hab./km². De los 17982 habitantes, el municipio de Godfrey estaba compuesto por el 92.6% blancos, el 4.68% eran afroamericanos, el 0.25% eran amerindios, el 0.75% eran asiáticos, el 0.02% eran isleños del Pacífico, el 0.36% eran de otras razas y el 1.35% pertenecían a dos o más razas. Del total de la población el 1.5% eran hispanos o latinos de cualquier raza.